# 国際機場駅 (ウルムチ市)
国際機場駅（こくさいきじょう-えき、中文表記: 国际机场站、ウイグル語表記: خەلقئارا ئايروپورت）は、中華人民共和国新疆ウイグル自治区ウルムチ市新市区に位置するウルムチ地下鉄の駅。1号線と機場捷運が乗り入れる。
2025年5月現在は空港の改築工事により当駅から空港への連絡は行われておらず、当駅で機場捷運に乗り換えて国際機場北駅に行く必要がある。

また当駅は、中華人民共和国最西端の地下鉄駅である。

## 歴史
- 2018年10月25日：1号線の開通により開業[3]。
- 2025年4月17日：機場捷運が開業する[4]。

## 駅周辺
- ウルムチ天山国際空港